# Стоян, Кристиан
Николае Кристиан Стоян (итал. Nicolae Cristian Stoian, родился 19 декабря 1999 года в Кишинёве) — итальянский регбист молдавского происхождения, выступающий на позиции лока.

## Биография

### Клубная карьера
Уроженец Молдавии, в Италию уехал в юном возрасте. В регби пришёл в возрасте 15 лет по совету друга, начинал карьеру в клубе «Анцио», играл за команды до 16 и до 19 лет. В сезоне 2016/2017 выступал за молодёжную команду «Рома Легио». В 2017—2019 годах выступал за команду Академии Итальянской федерации регби «Иван Франческато» в Серии А. В чемпионате Италии, известном как Топ12, он выступает с 2019 года за команду «Фьямме Оро». В сезонах 2019/2020 и 2020/2021 Про14 он был включён в заявку итальянского клуба «Цебре».

### В сборной
В 2019 году Стоян был включён в заявку сборной Италии U-20 на молодёжный Кубок шести наций и молодёжный чемпионат мира, сыграл там по 5 матчей. В 2020 году впервые был вызван в основную сборную Италии. Дебютировал за сборную 28 ноября 2020 года матчем против Франции на Осеннем Кубке наций (поражение 5:36), вторую игру провёл 5 декабря против Уэльса (поражение 18:38).